# مهدي الجرموقي
مهدي بن إبراهيم بن هاشم الجرموقي الكاظمي (1863 - 16 أغسطس 1921) فقيه جعفري وشاعر عراقي. أصله من جرموق في خُراسان، ولد في الكاظمية وتوفّي فيها ودفن في النجف. برز في أصول الفقه وعلم النحو. له ديوان شعر وشرح الكفاية لمحمد كاظم الخراساني في أصول الفقه وغير ذلك.

## سيرته
هو مهدي بن إبراهيم بن هاشم الدجيلي الكاظمي الشهير بـجَرْمُوقَه أو الجرموقي. ولد في الكاظمية سنة 1279 هـ/ 1863 م ونشأ فيها. طلب العلم متدرجا في مراحله الدراسية، حتى بلغ المرحلة العليا منها. من أساتدته عباس الجصاني الكاظمي ومهدي بن أحمد الحيدري وراضي الخالصي. كان ماهرًا في العلوم العربية وفقيها شيعيا وبرز في القواعد الفقهية والأصول وعلم النحو وله فيه آراء خاصة به. نظم الشعر وله الالغاز الشعرية. اشتغل بالتدريس في أحد جوامع الكاظمية، وتخرج عليه جمع غفير من الطلبة، كما كان يقوم بمهمات رجل الدين، والنظر في المعاملات بين الناس.
توفي في الكاظمية يوم 12 ذي الحجة 1339/ 16 أغسطس 1921 ونقل إلى النجف ودفن في وادي السلام.

## شعره
ذكره عبد العزيز البابطين في معجمه وقال «يغلب على شعره الصدور عن مناسبة كالتهنئة بعرسٍ أو الرثاء، فيبرز في شعره الطابع الشخصي، لغته تراثية، ونصيب التجديد فيها قليل.»

## مؤلفاته
- حاشية على كفاية الأصول لمحمد كاظم الخراساني
- رسالة في أن «المتنجس مُنَجِّس» ردًا على معاصره مهدي الخالصي القائل بعدم تنجيس المنتجس
- شرح ألفية ابن مالك في النحو
- ديوان شعر